# Silvacola
A Silvacola az emlősök (Mammalia) osztályának Eulipotyphla rendjébe, ezen belül a sünfélék (Erinaceidae) családjába tartozó fosszilis nem.

## Tudnivalók
A Silvacola nevű fosszilis sünnem Észak-Amerika területén élt az eocén kor idején, körülbelül 50 millió évvel ezelőtt. Eddig egy faját sikerült azonosítani és megnevezni, a Silvacola acares-t, amelyet a Brit Columbia-i Smithers melletti Driftwood Creek Beds nevű lelőhelyen találtak meg. Smithers Vancouvertől 670 kilométerre északra található. A Driftwood Creek Beds az eocén idején egy tó volt.
Ez az állat körülbelül 5-6 centiméter hosszú lehetett, akkora, mint egy átlagos cickányféle; a sünök közül a legkisebb. A fogazatából ítélve mindenevő volt, egyaránt vadászott rovarokra és egyéb gerinctelenekre, de növényi táplálékot is fogyaszthatott. A táplálékát az erdő avarjában kereshette.

## Fordítás
- Ez a szócikk részben vagy egészben  a   Silvacola című angol Wikipédia-szócikk ezen változatának fordításán alapul.  Az eredeti cikk szerkesztőit annak laptörténete sorolja fel. Ez a jelzés csupán a megfogalmazás eredetét és a szerzői jogokat jelzi, nem szolgál a cikkben szereplő információk forrásmegjelöléseként.